# Ханс Адолф Кребс
Вижте пояснителната страница за други личности с името Ханс Кребс.

Сър Ханс Адолф Кребс (на немски: Hans Adolf Krebs) е германски лекар и биохимик.

## Биография
Роден е на 25 август 1900 година в Хилдесхайм, Германия. Завършва гимназиалното си образование в родния си град. По-късно, между 1918 и 1923 г., следва медицина в университетите в Гьотинген, Фрайбург, Мюнхен и Берлин. През 1925 г. се дипломира като доктор в университета в Хамбург. Веднага след това следва химия в университета в Берлин, и година по-късно става научен сътрудник на известния немски химик Ото Варбург в Кайзер Вилхелм Институт (днес Институт по физиология „Макс Планк“), където остава до 1930 г.
Поради еврейския си произход Ханс Кребс е принуден да напусне Германия. През 1933 г. емигрира в Англия, спечелва стипендия на Рокфелеровата фондация и по покана на Фредерик Хопкинс става демонстратор по биохимия в университета в Кеймбридж.
Умира на 22 ноември 1981 година в Оксфорд, Англия.

## Научни изследвания
Неговите интереси са свързани със съдбата на междинните метаболити в организма. Едни от най-значимите му постижения са откриването на цикъла на уреята през 1932 г. и цикъла на трикарбоксиловите киселини (цитратен цикъл, цикъл на Кребс) през 1937 г.
През 1953 г., заедно с Фриц Липман, получава Нобелова награда за физиология или медицина. Удостоен е с титлата „сър“ през 1958 г.